# Nigel Kennedy
Nigel Kennedy (Brighton, 28 dicembre 1956) è un violinista e violista britannico.

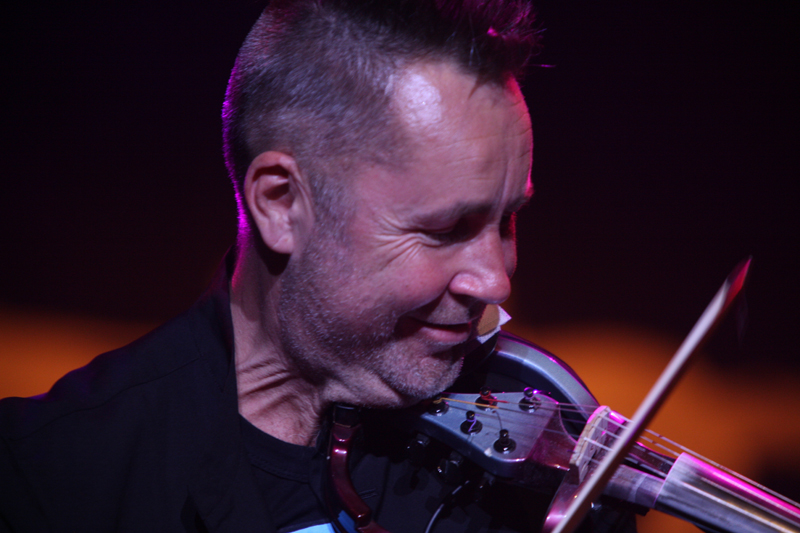
Nigel Kennedy

Ha iniziato la sua carriera nell’ambito della musica classica, per poi cimentarsi in altri generi quali jazz, jazz fusion, musica celtica, rock, klezmer.

## Biografia
Nigel Kennedy proviene da una famiglia di musicisti, suo padre è stato violoncellista e sua madre insegnante di pianoforte. È stato un bambino prodigio; all’età di 7 anni inizia a studiare alla ‘’Yehudi Menuhin School of Music’’ dove in parte è supervisionato da Yehudi Menuhin. In seguito studia alla Juilliard School di New York con Dorothy DeLay. 
All'età di 16 anni fu introdotto all’improvvisazione jazzistica e invitato da Stéphane Grappelli a suonare con lui alla Carnegie Hall di New York. 
Ha esordito nel 1977 con la London Philharmonic Orchestra diretta da Riccardo Muti nell’esecuzione del Concerto di Mendelssohn alla Royal Festival Hall, per poi suonare con i Berliner Philharmoniker nel 1980.
Ha fatto il suo debutto discografico nel 1984 con il Concerto di Elgar insieme alla London Philharmonic Orchestra diretta da Vernon Handley (Emi). 
Poi segue un percorso atipico con un album di jazz Nigel Kennedy Plays Jazz (1984 Chandos). Nigel Kennedy continua la sua collaborazione con gruppi tradizionali come la New York Philharmonic Orchestra nel 1987 e con grandi nomi della musica pop, come Paul McCartney o Kate Bush.
Nel 1989 registra per la EMI Le quattro stagioni di Vivaldi con la English Chamber Orchestra che arriva nella Top 20 nella Official Albums Chart, terzo in Nuova Zelanda, dodicesimo in Australia e quindicesimo nei Paesi Bassi vendendo due milioni di copie.
Nello stesso anno ha ricevuto una laurea honoris causa (Doctor of Letters) dall’Università di Bath.
Un intervento chirurgico al collo nel 1992 ha spinto Nigel Kennedy a ritirarsi completamente dalle scene musicale. Ha usato i successivi cinque anni sabbatici per scrivere le sue composizioni mescolate con elementi di musica celtica, rock e jazz e per effettuare alcuni registrazioni. 
Nel 1993 registra Fire (Jimi Hendrix) nell'album Stone Free: A Tribute to Jimi Hendrix.

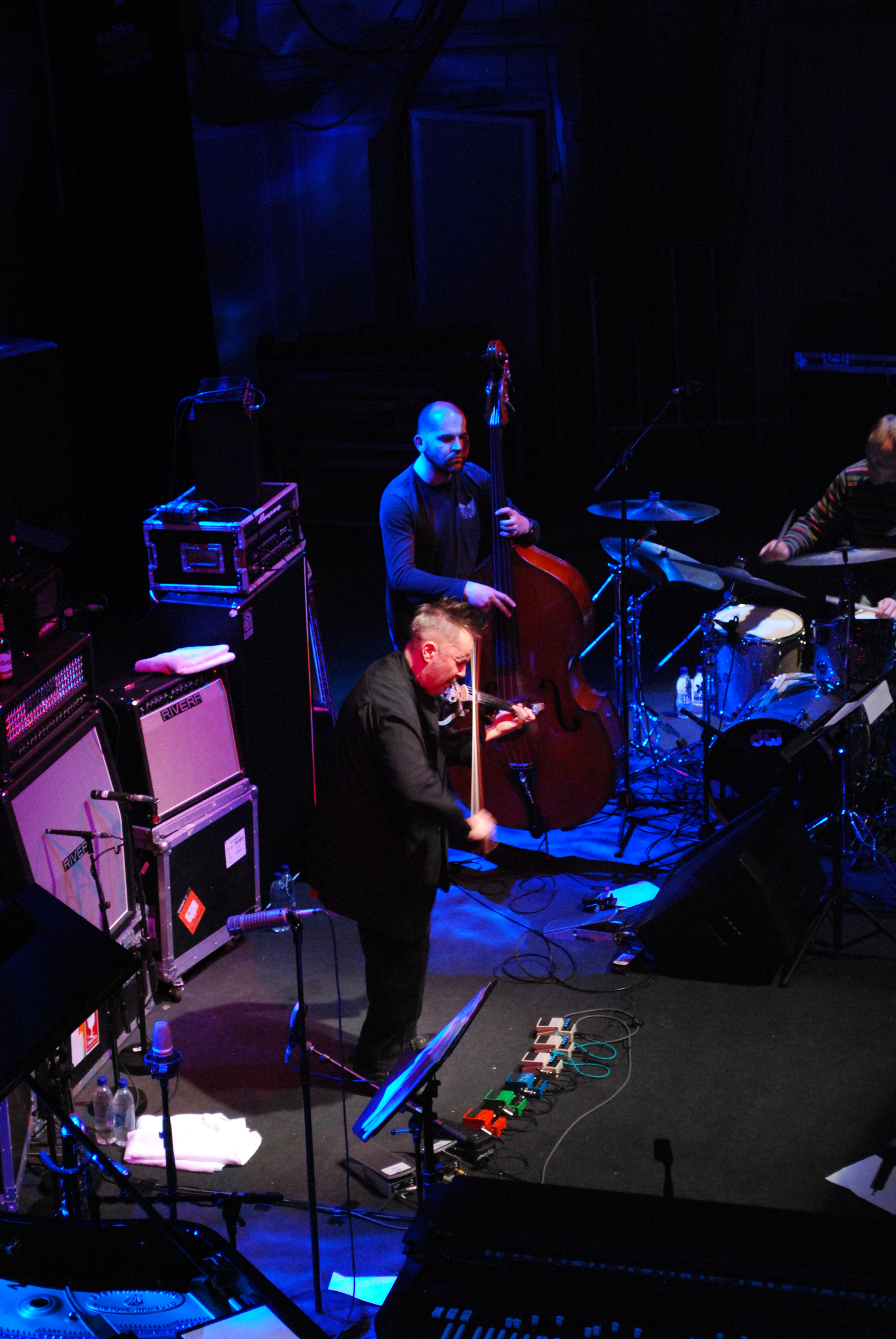
Nigel Kennedy nel 2009

Il suo ritorno sulla scena concertistica internazionale è avvenuto nell'aprile 1997. Nello stesso 1997, ha ricevuto un premio per l’eccezionale contributo alla musica britannica ai BRIT Awards. 
Tornato in studio di registrazione, Nigel Kennedy si è impegnato a ri-registrare il Concerto per violino di Elgar (1997 Emi). 
Nel 1998 Nigel Kennedy intraprende un tour in Nord America. 
Ha dedicato il successivo album alle composizioni di Fritz Kreisler (1998 Emi)
Nel 1999 registra per la Sony The Kennedy Experience, una raccolta di opere personali in omaggio a Jimi Hendrix. 
Nel 2000 suona il violino in Baba O'Riley con The Who alla Royal Albert Hall contenuta nell'album Live at the Royal Albert Hall.
Nel 2002, Nigel Kennedy inizia a collaborare col gruppo Kroke, un celebre trio di musicisti polacchi (contrabbasso, viola e fisarmonica) di Cracovia che si dedicano alla musica Klezmer.
Per festeggiare i suoi venticinque anni di carriera, Kennedy ha intrapreso una serie di esibizioni con la Polish Chamber Orchestra-Sinfonia Varsovia, di cui è diventato Direttore Artistico a settembre, succedendo al suo mentore, Yehudi Menuhin.
Nel 2003 registra l'album East Meets East con i Kroke.
Sempre nel 2003 suona il violino in Free e The War Is Over con Sarah Brightman nell'album Harem. Nel gennaio 2004 suona alla CBC Television con la Brightman per la promozione dell'album in Canada.
Nel 2006 registra l'album Blue Note Sessions con Ron Carter, Jack DeJohnette e Joe Lovano.
Kennedy è tornato ai Proms 2008 dopo un'assenza di 21 anni, eseguendo il Concerto di Elgar e altri brani con il “Nigel Kennedy Quintet”.
Attualmente vive a Cracovia, e ha instaurato uno stretto rapporto di collaborazione con la Polish Chamber Orchestra-Sinfonia Varsovia.
Suona anche la viola e ha registrato il Concerto per viola di Sir William Walton.

## Strumenti
Nel corso della sua carriera Kennedy ha alternato diversi strumenti: un Guarneri del Gesù, 'La Fonte' (1735c.); uno Stradivari, ‘La Cattedrale’ (1707); un violino del liutaio contemporaneo Scott Cao; un Torbjörn Zethelius, (1991) e una viola Anselmo Bellosio, (1792).

## Discografia
- Nigel Kennedy Plays Jazz, Chandos 1984
- Elgar Sonata for Violin and Piano & other, Chandos  1984
- Elgar Violin Concerto in B minor, Op. 61 - London Philharmonic Orchestra - EMI 1984
- Čajkovskij - Violin Concerto in D major, Op. 35. Chausson - Poème for Violin and Orchestra, London Philharmonic Orchestra - EMI 1986
- Bartók: Sonata for Solo Violin. Duke Ellington: Mainly Black 1986
- William Walton Viola Concerto / Violin Concerto - Royal Philharmonic Orchestra/André Previn -  EMI 1987
- Let Loose 1997
- Bruch: Violin Concerto No.1 in G minor. Op. 26. Schubert: Rondo in A for violin and strings. Mendelssohn: Violin Concerto in E minor, Op. 64 - English Chamber Orchestra/Jeffrey Tate - EMI 1988
- Sibelius Violin Concerto / Symphony Nr.5 - City of Birmingham Symphony Orchestra/Sir Simon Rattle - EMI 1988
- Antonio Vivaldi - The Four Seasons - English Chamber Orchestra -  EMI 1989
- Johannes Brahms - Violin Concerto in D op. 77 - London Philharmonic Orchestra/Klaus Tennstedt - EMI 1991
- Sibelius: Violinkonzert. Čajkovskij: Violinkonzert - City of Birmingham Symphony Orchestra/Sir Simon Rattle/London Philharmonic Orchestra - EMI 1992
- Ludwig van Beethoven: Violin Concerto. J.S. Bach: Preludio from Partita No. 3. J.S. Bach: Allegro Assai from Sonata No. 3 1992
- Čajkovskij Violin Concerto in D major, Op. 35. Čajkovskij - Varriations On A Rococo Theme, Op.33 - London Philharmonic Orchestra - EMI 1993
- Arcane - Penguin Cafe Orchestra - RealWorld/CEMA 1994
- Kafka 1996
- Edward Elgar - Violin Concerto in B minor op. 61. Ralph Vaughan Williams - The Lark Ascending - City of Birmingham Symphony Orchestra/Sir Simon Rattle - EMI 1997
- Fritz Kreisler: Some Shorter Works - Nigel Kennedy, EMI 1998
- The Kennedy Experience. Inspired by the music of Jimi Hendrix, Sony 1999
- Classic Kennedy 1999
- Duos For Violin & Cello con Lynn Harrell - EMI 2000
- The Doors Concerto. Greatest Hits 2000
- Nigel Kennedy. Johann Sebastian Bach 2000
- Greatest Hits, EMI 2002
- East meets east - Nigel Kennedy and the Kroke Band, EMI 2003
- Vivaldi - Nigel Kennedy. Berliner Philharmoniker 2003
- Vivaldi II - Nigel Kennedy. Members of the Berliner Philharmoniker - EMI 2004
- Blue Note Sessions - Nigel Kennedy, EMI 2006
- The Platinum Collection, Nigel Kennedy - EMI 2007
- A Very Nice Album, EMI 2008
- The Very Best of Nigel Kennedy, EMI 2010
- Recital - Nigel Kennedy, Sony 2013

## Scritti
- Nigel Kennedy, Always Playing, London, Weidenfeld and Nicolson, 1991 ISBN 0-2978-1209-2